# Pośrednia Nowa Szczerbina
Pośrednia Nowa Szczerbina (ok. 1960 m) – wąska przełączka w zachodniej części słowackich Tatr Bielskich, w grani Kominów Zdziarskich  pomiędzy  Nowym Mniszkiem (ok. 1980 m) a Nowym Kopiniakiem (ok. 1995 m). Na wschodnią stronę do Doliny Hawraniej opada z niej bardzo stromy komin, na zachodnią, do Nowej Doliny głęboko wcięty żlebek.
Nazwę przełęczy nadał Władysław Cywiński w 4 tomie przewodnika Tatry. Pierwsze przejścia:
- granią od Niżniego Nowego Przechodu na szczyt Nowego Wierchu: Vladimir Tatarka i Martin Pršo 21 października 1987 r. Pierwszą znajdującą się za przełęczą Nową Turniczkę obeszli po prawej stronie, pozostałe przeszli ściśle granią (II, w jednym miejscu III w skali tatrzańskiej). Istnieje możliwość zejścia ze środkowej części grani Nowych Turniczek trudnym żlebkiem do perci poniżej ścian turniczek, przejścia nią kawałek i potem powrotu na grań tuż po północnej stronie najwyższego jej punktu,
- z Nowej Doliny na Pośrednią Nową Szczerbinę (I): W. Cywiński, 6 czerwca 1966 r.[1]